# Wallonie Bruxelles-Crédit Agricole/Saison 2012
Dieser Artikel listet Erfolge und Fahrer des Radsportteams Wallonie Bruxelles-Crédit Agricole in der Saison 2012 auf.

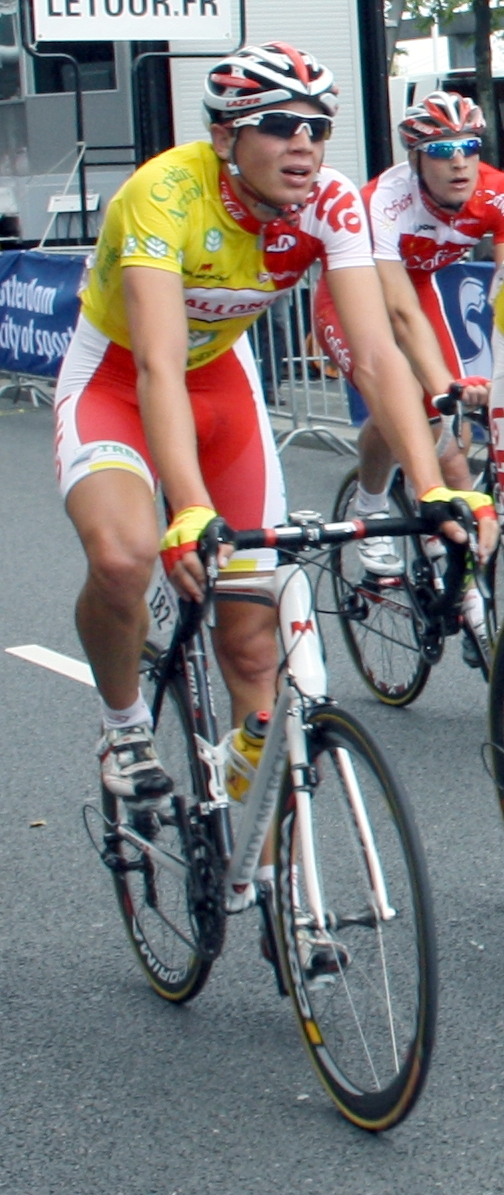
Olivier Chevalier beim World Ports Classic 2012

## Erfolge in der UCI Europe Tour
| Datum     | Rennen            | Kat. | Sieger             |
| --------- | ----------------- | ---- | ------------------ |
| 15. April | Zellik-Galmaarden | 1.2  | Kévin Thomé        |
| 1. Mai    | Grote 1-Mei Prijs | 1.2  | Christophe Prémont |

## Abgänge – Zugänge
| Zugänge           | Team 2011                             | Abgänge            | Team 2012                     |
| ----------------- | ------------------------------------- | ------------------ | ----------------------------- |
| Tom Dernies       | Lotto-Bodysol Pôle Continental Wallon | Gaëtan Bille       | Lotto Belisol Team            |
| Boris Dron        | Lotto-Bodysol Pôle Continental Wallon | Jonas Vangenechten | Lotto Belisol Team            |
| Kévin Thomé       | Lotto-Bodysol Pôle Continental Wallon | Gilles Devillers   | Landbouwkrediet-Euphony       |
| Christian Patron  | Team Eddy Merckx-Indeland             | Olivier Pardini    | Colba-Superano Ham            |
| Quentin Bertholet | Pédale St. Martin                     | Rudy Rouet         | Lotto-Pôle Continental Wallon |
| Laurent Evrard    | Neoprofi                              | Jonathan Bertrand  | Unbekannt                     |
|                   |                                       | Ludovic Mottet     | Unbekannt                     |

## Mannschaft
| Name               | Geburtstag         | Nationalität |
| ------------------ | ------------------ | ------------ |
| Quentin Bertholet  | 18. Februar 1987   | Belgien      |
| Olivier Chevalier  | 27. Februar 1990   | Belgien      |
| Jonathan De Witte  | 24. August 1988    | Belgien      |
| Tom Dernies        | 22. November 1990  | Belgien      |
| Boris Dron         | 17. März 1988      | Belgien      |
| Jonathan Dufrasne  | 2. August 1987     | Belgien      |
| Laurent Evrard     | 22. September 1990 | Belgien      |
| Jérôme Giaux       | 25. August 1986    | Belgien      |
| Philippe Legrand   | 24. Juli 1986      | Belgien      |
| Christian Patron   | 22. September 1988 | Belgien      |
| Fabio Polazzi      | 4. Mai 1985        | Belgien      |
| Christophe Prémont | 22. November 1989  | Belgien      |
| Robin Stenuit      | 16. Juni 1990      | Belgien      |
| Kévin Thomé        | 15. Juni 1989      | Belgien      |
| Justin Van Hoecke  | 9. August 1989     | Belgien      |